# Szaporca, Baranya
Szaporca este un sat în districtul Siklós, județul Baranya, Ungaria, având o populație de 246 de locuitori (2011). 

## Demografie
Componența etnică a satului Szaporca
     Maghiari (93,64%)
     Romi (6,36%)
Componența confesională a satului Szaporca
     Reformați (23,58%)
     Fără religie (9,35%)
     Necunoscută (67,07%)
Conform recensământului din 2011, satul Szaporca avea 246 de locuitori. Din punct de vedere etnic, majoritatea locuitorilor (93,64%) erau maghiari, cu o minoritate de romi (6,36%). Nu există o religie majoritară, locuitorii fiind reformați (23,58%) și persoane fără religie (9,35%). Pentru 67,07% din locuitori nu este cunoscută apartenența confesională.